# Драфт НХЛ 1983
Драфт НХЛ 1983 відбувся 8 червня в «Монреаль-форумі» (Монреаль, провінція Квебек,  Канада). Всього було проведено 12 раундів драфту, в котрих команди НХЛ закріпили свої права на спортивну діяльність 242 молодих хокеїстів. Вперше список очолив американський гравець.
Були обрані четверо із першої шістки збірної СРСР: Третьяк, Фетісов, Касатонов та Макаров. Владиславу Третьяку на той час виповнився 31 рік.

## Вибір за раундом
| Загальне місце | Хокеїст            | Позиція              | Команда НХЛ            |
| -------------- | ------------------ | -------------------- | ---------------------- |
| 1-й раунд      |                    |                      |                        |
| 1              | Браян Лаутон       | центральний нападник | «Міннесота Норз-Старс» |
| 2              | Сільвен Тарджон    | лівий нападник       | «Гартфорд Вейлерс»     |
| 3              | Пет Лафонтен       | центральний нападник | «Нью-Йорк Айлендерс»   |
| 4              | Стів Айзерман      | центральний нападник | «Детройт Ред-Вінгс»    |
| 5              | Том Баррассо       | воротар              | «Баффало Сейбрс»       |
| 6              | Джон Маклін        | правий нападник      | «Нью-Джерсі Девілс»    |
| 7              | Расс Куртнолл      | правий нападник      | «Торонто Мейпл Ліфс»   |
| 8              | Ендрю Макбейн      | правий нападник      | «Вінніпег Джетс»       |
| 9              | Кем Нілі           | правий нападник      | «Ванкувер Канакс»      |
| 11             | Адам Крейтон       | центральний нападник | «Баффало Сейбрс»       |
| 13             | Ден Квінн          | центральний нападник | «Калгарі Флеймс»       |
| 14             | Боббі Доллас       | захисник             | «Вінніпег Джетс»       |
| 15             | Боб Еррі           | лівий нападник       | «Піттсбург Пінгвінс»   |
| 16             | Джеральд Дідух     | захисник             | «Нью-Йорк Айлендерс»   |
| 18             | Брюс Кессіді       | захисник             | «Чикаго Блекгокс»      |
| 19             | Джефф Б'юкебум     | захисник             | «Едмонтон Ойлерс»      |
| 2-й раунд      |                    |                      |                        |
| 26             | Клод Лем'є         | правий нападник      | «Детройт Ред-Вінгс»    |
| 27             | Сержіо Момессо     | лівий нападник       | «Монреаль Канадієнс»   |
| 28             | Джефф Джексон      | лівий нападник       | «Торонто Мейпл Ліфс»   |
| 30             | Девід Брюс         | правий нападник      | «Ванкувер Канакс»      |
| 38             | Франтішек Мусіл    | захисник             | «Міннесота Норз-Старс» |
| 39             | Вейн Преслі        | крайній нападник     | «Чикаго Блекгокс»      |
| 41             | Пітер Зезель       | центральний нападник | «Філадельфія Флаєрс»   |
| 42             | Грег Джонстон      | правий нападник      | «Бостон Брюїнс»        |
| 3-й раунд      |                    |                      |                        |
| 43             | Пітер Тальянетті   | захисник             | «Вінніпег Джетс»       |
| 44             | Деррік Сміт        | лівий нападник       | «Філадельфія Флаєрс»   |
| 46             | Боб Проберт        | лівий нападник       | «Детройт Ред-Вінгс»    |
| 48             | Аллан Бестер       | воротар              | «Торонто Мейпл Ліфс»   |
| 51             | Браєн Бредлі       | центральний нападник | «Калгарі Флеймс»       |
| 55             | Перрі Березан      | центральний нападник | «Калгарі Флеймс»       |
| 59             | Марк Бержевен      | захисник             | «Чикаго Блекгокс»      |
| 4-й раунд      |                    |                      |                        |
| 65             | Мікко Мякеля       | правий нападник      | «Нью-Йорк Айлендерс»   |
| 67             | Френк П'єтранджело | воротар              | «Піттсбург Пінгвінс»   |
| 73             | Петер Андерссон    | захисник             | «Нью-Йорк Рейнджерс»   |
| 74             | Дарен Пуппа        | воротар              | «Баффало Сейбрс»       |
| 78             | Джон Кордич        | захисник             | «Монреаль Канадієнс»   |
| 80             | Еса Тікканен       | лівий нападник       | «Едмонтон Ойлерс»      |
| 5-й раунд      |                    |                      |                        |
| 85             | Кріс Террері       | воротар              | «Нью-Джерсі Девілс»    |
| 86             | Петр Кліма         | лівий нападник       | «Детройт Ред-Вінгс»    |
| 88             | Джо Кочур          | правий нападник      | «Детройт Ред-Вінгс»    |
| 91             | Ігор Ліба          | лівий нападник       | «Калгарі Флеймс»       |
| 100            | Геррі Голлі        | захисник             | «Лос-Анджелес Кінгс»   |
| 102            | Аллен Педерсон     | захисник             | «Бостон Брюїнс»        |
| 6-й раунд      |                    |                      |                        |
| 108            | Кевін Стівенс      | центральний нападник | «Лос-Анджелес Кінгс»   |
| 110            | Дейв Лоурі         | лівий нападник       | «Ванкувер Канакс»      |
| 115            | Ярі Торккі         | лівий нападник       | «Чикаго Блекгокс»      |
| 118            | Арто Яванайнен     | правий нападник      | «Монреаль Канадієнс»   |
| 121            | Рік Токкет         | правий нападник      | «Філадельфія Флаєрс»   |
| 7-й раунд      |                    |                      |                        |
| 124            | Джо Рікі           | захисник             | «Гартфорд Вейлерс»     |
| 134            | Крістіан Руутту    | центральний нападник | «Баффало Сейбрс»       |
| 138            | Владислав Третьяк  | воротар              | «Монреаль Канадієнс»   |
| 8-й раунд      |                    |                      |                        |
| 145            | В'ячеслав Фетісов  | захисник             | «Нью-Джерсі Девілс»    |
| 147            | Кен Геммонд        | захисник             | «Лос-Анджелес Кінгс»   |
| 152            | Томмі Альбелін     | захисник             | «Квебек Нордікс»       |
| 161            | Пер-Ерік Еклунд    | центральний нападник | «Філадельфія Флаєрс»   |
| 9-й раунд      |                    |                      |                        |
| 179            | Браян Нунан        | центральний нападник | «Чикаго Блекгокс»      |
| 10-й раунд     |                    |                      |                        |
| 185            | Олександр Черних   | центральний нападник | «Нью-Джерсі Девілс»    |
| 186            | Стю Грімсон        | лівий нападник       | «Детройт Ред-Вінгс»    |
| 198            | Томас Рундквіст    | лівий нападник       | «Монреаль Канадієнс»   |
| 199            | Домінік Гашек      | воротар              | «Чикаго Блекгокс»      |
| 11-й раунд     |                    |                      |                        |
| 214            | Уве Крупп          | захисник             | «Баффало Сейбрс»       |
| 12-й раунд     |                    |                      |                        |
| 225            | Олексій Касатонов  | захисник             | «Нью-Джерсі Девілс»    |
| 231            | Сергій Макаров     | правий нападник      | «Калгарі Флеймс»       |
| 232            | Бу Берглунд        | правий нападник      | «Квебек Нордікс»       |

## Сумарна статистика за країнами
| Місце                      | Країна                     | Кількість |
| -------------------------- | -------------------------- | --------- |
| 1                          | Канада                     | 150       |
| 2                          | США                        | 58        |
| Всього з Північної Америки | Всього з Північної Америки | 208       |
| 3                          | Швеція                     | 10        |
| 4                          | Чехословаччина             | 9         |
| 4                          | Фінляндія                  | 9         |
| 6                          | СРСР                       | 5         |
| 7                          | ФРН                        | 1         |
| Всього з Європи            | Всього з Європи            | 34        |